# Jobinia formosa
Jobinia formosa är en oleanderväxtart som först beskrevs av Nicholas Edward Brown, och fick sitt nu gällande namn av Liede och Meve. Jobinia formosa ingår i släktet Jobinia och familjen oleanderväxter. Inga underarter finns listade i Catalogue of Life.